# Guzmania nubigena
Espèce
Classification APG IV (2016)
Guzmania nubigena est une espèce de plantes de la famille des Bromeliaceae, endémique du Venezuela.